# 춤추는 달팽이
춤추는 달팽이는 1983년 공개된 대한민국의 영화이다.

## 배역
- 이영하
- 원미경
- 윤중희
- 김을동